# Live...Animal
Live...Animal è un singolo del gruppo musicale statunitense W.A.S.P., pubblicato nel 1987 dall'etichetta discografica Restless Records.

## Descrizione
Animal (Fuck Like a Beast), la canzone principale del singolo, è stata registrata dal vivo alla Long Beach Arena nel marzo del 1987. Hellion è stata registrata dal vivo al Lyceum di Londra nel settembre del 1984. Mississippi Queen è invece un inedito.
Il singolo è stato pubblicato in tre formati, 12", CD e musicassetta, nel 1987, dall'etichetta discografica Restless Records. Non esistono ristampe del singolo.

## Tracce
1. Live Animal (F**k Like a Beast) (Blackie Lawless)
2. Hellion (Blackie Lawless)
3. Mississippi Queen (Mountain)

## Formazione
- Blackie Lawless - voce, chitarra
- Chris Holmes - voce, chitarra
- Randy Piper - voce, chitarra
- Tony Richards - batteria
- Johnny Rod - basso
- Steve Riley - voce, batteria